# April Bowlby

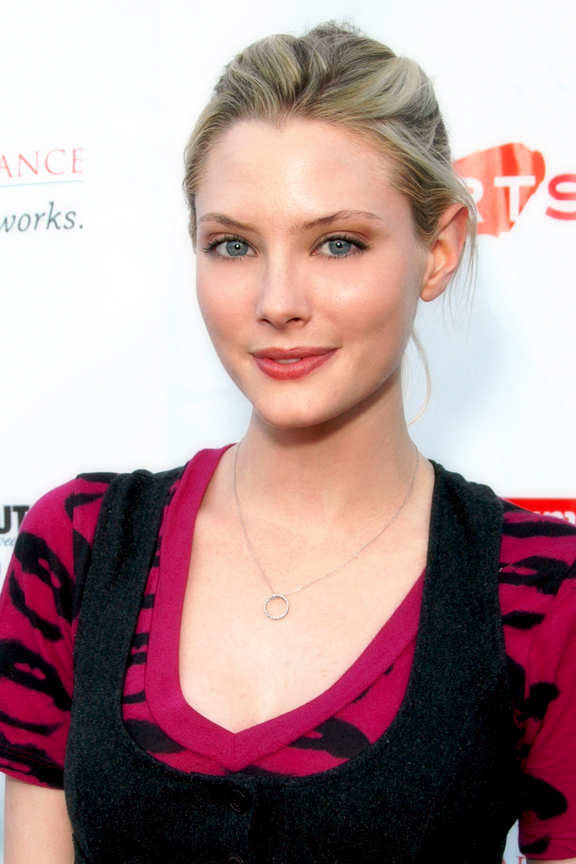
April Bowlby (2008)

April Michelle Bowlby (* 30. Juli 1980 in Vallejo, Kalifornien) ist eine US-amerikanische Schauspielerin, die vor allem durch ihre Rolle als Kandi in der Serie Two and a Half Men (2005–2007, 2012, 2015) und der Rolle als Stacy Barrett in Drop Dead Diva (2009–2014) bekannt wurde.

## Leben
Als Kind zog sie mit ihrer Familie nach Manteca, Kalifornien, und besuchte die East Union High School. Sie studierte Ballett, Französisch und Meeresbiologie am Moorpark College und begann eine Modelkarriere, bevor sie sich für die Schauspielerei entschied. Sie studierte Schauspiel bei Ivana Chubbuck.
Neben ihrer wiederkehrenden Rolle als Kandi in der Serie Two and a Half Men hatte sie neben anderen Rollen Gastauftritte in CSI: Vegas, CSI: NY, The Big Bang Theory und How I Met Your Mother. 2007 spielte sie die Rolle der Natasha in dem Familiendrama Belle – Der Weg zum Glück. Von 2009 bis 2014 spielte sie die Stacy Barnett in der Fernsehserie Drop Dead Diva an der Seite von Brooke Elliott.

## Filmografie (Auswahl)
- 2004, 2010: CSI: Vegas (CSI: Crime Scene Investigation, Fernsehserie, 2 Folgen)
- 2005: CSI: NY (Fernsehserie, Folge 1x19)
- 2005: Pamela Anderson in: Stacked (Stacked, Fernsehserie, Folge 1x05)
- 2005: Freddie (Fernsehserie, Folge 1x01)
- 2005–2007, 2012, 2015: Two and a Half Men (Fernsehserie, 16 Folgen in verschiedenen Rollen)
- 2007: Sands of Oblivion – Das verfluchte Grab (Sands of Oblivion) (Fernsehfilm)
- 2007–2009, 2014: How I Met Your Mother (Fernsehserie, 4 Folgen)
- 2008: Belle – Der Weg zum Glück (All Roads Lead Home)
- 2009: Slammin’ Salmon – Butter bei die Fische! (The Slammin’ Salmon)
- 2009–2014: Drop Dead Diva (Fernsehserie, 78 Folgen)
- 2010: Psych (Fernsehserie, Folge 5x15)
- 2011: From Prada to Nada
- 2016: Die Unschuld der Rachel Wilson (Marriage of Lies, Originaltitel: Presumed)
- 2016: Married by Christmas (Fernsehfilm)
- 2016: *Loosely Exactly Nicole (Fernsehserie, Folge 1x06)
- 2016: You’re the Worst (Fernsehserie, Folge 2x03)
- 2017: The Big Bang Theory (Fernsehserie, Folge 10x21)
- 2017: Love’s Last Resort
- 2017: A Mother’s Crime (Fernsehfilm)
- 2018: The Wrong Daughter (Fernsehfilm)
- 2018: Titans (Fernsehserie, Folge 1x04)
- 2019–2023: Doom Patrol (Fernsehserie)
- 2021: Father Christmas Is Back